# Paradoxe de Landé
Le "paradoxe" de Landé fut proposé par Landé pour affirmer que la relation de De Broglie n'est pas une équation covariante de Galilée. La solution à ce paradoxe de la dualité onde-particule se trouve en le caractère projectif des représentations en mécanique quantique non-relativiste.

## Le paradoxe
La relation de De Broglie est :
{\displaystyle p={\frac {h}{\lambda }}}.
Classiquement, pour une particule de masse {\displaystyle m}, la quantité de mouvement {\displaystyle p} et la longueur d'onde {\displaystyle \lambda } se transforment de la façon suivante sous une transformation de Galilée :
{\displaystyle {\begin{cases}p\to p+mv=p'\\\lambda \to \lambda =\lambda '\end{cases}}}
En effet, une onde classique, de fréquence {\displaystyle \nu }, est représentée par
{\displaystyle f(x,t)=\alpha \sin \left[2\pi \left({\frac {x}{\lambda }}-\nu t\right)\right]}.
Et alors, sous une transformation de Galilée pure :
{\displaystyle {\begin{cases}x\to x+vt=x'\\t\to t=t'\end{cases}}}
l'onde classique respecte
{\displaystyle {\begin{aligned}f'(x',t')&=f(x,t)\\&=\alpha \sin \left[2\pi \left({\frac {x'-vt'}{\lambda }}-\nu t'\right)\right]\\&=\alpha \sin \left[2\pi \left({\frac {x'}{\lambda }}-\left(\nu +{\frac {v}{\lambda }}\right)t'\right)\right]\end{aligned}}}
c'est-à-dire que la longueur d'onde se transforme de la façon mentionnée ci-haut ({\displaystyle \lambda '=\lambda }) , et la fréquence {\displaystyle \nu '=\nu +{\frac {v}{\lambda }}}(c'est l'effet Doppler non-relativiste).
Le problème est le suivant : L'imposition de la covariance de la théorie implique qu'on doit avoir, en particulier :
{\displaystyle p'={\frac {h}{\lambda '}}\quad \Rightarrow \quad p+mv={\frac {h}{\lambda }}}
ce qui n'est bien sûr pas respecté pour toute transformation de Galilée non triviale (avec {\displaystyle v\neq 0}).

## Solution au "paradoxe"
L'erreur était de supposer que {\displaystyle f'(x',t')=f(x,t)}. Ceci est vrai pour une onde classique, mais ne tient plus dans un cadre quantique. En effet, les représentations en mécanique quantique non-relativiste (covariante de Galilée) sont des représentations projectives. Elles obéissent donc à l'équation suivante :
{\displaystyle \psi '(x',t')=\exp \left[{\frac {2\pi i}{h}}m\left({\frac {1}{2}}v^{2}t+vx\right)\right]\psi (x,t)}
Pour une onde générale normalisée, {\displaystyle \psi (x,t)=\exp \left[2\pi i\left({\frac {x}{\lambda }}-\nu t\right)\right]} :
{\displaystyle {\begin{aligned}\psi '(x',t')&=\exp \left[2\pi ix\left({\frac {1}{\lambda }}+{\frac {mv}{h}}\right)-2\pi it\left(\nu -{\frac {1}{2}}{\frac {mv^{2}}{h}}\right)\right]\\&=\exp \left[2\pi i(x'-vt)\left({\frac {1}{\lambda }}+{\frac {mv}{h}}\right)-2\pi it'\left(\nu -{\frac {1}{2}}{\frac {mv^{2}}{h}}\right)\right]\\&=\exp \left[2\pi i\left({\frac {x'}{\lambda '}}-\nu 't'\right)\right]~,\\&\quad {\text{o}}{\grave {\text{u}}}~~\lambda '=\left({\frac {1}{\lambda }}+{\frac {mv}{h}}\right)^{-1}~,\quad \nu '=\nu +{\frac {v}{\lambda }}+{\frac {mv^{2}}{2h}}\end{aligned}}}
Et ainsi, on comprend qu'une onde en mécanique quantique, contrairement à une onde classique, voit sa fréquence et sa longueur d'onde modifiées sous une transformation de Galilée pure.
Il n'y a donc pas de vrai paradoxe.